# Джакелов, Абдикаппар Кенжебаевич
Абдикаппар Кенжебаевич Джакелов (каз. Әбдіғаппар Кенжебайұлы Жәкелов; 1932—2019) — советский учёный, доктор геолого-минералогических наук (1984), академик Национальной академии наук Казахстана (2003).

## Биография
Родился 9 мая 1932 г. в колхозе Пулаткощи Джамбулского района Джамбулской области.
- 1954 г. — окончил Казахский горно-металлургический институт (ныне КазНТУ);
- 1954—1958 гг. — старший гидрогеолог гидрогеологического управления в Северо-Казахстанской геологической партии;
- 1958—1964 гг. — техник, руководитель гидрогеологической партии Мойынкумской партии;
- 1964—1966 гг. — главный инженер Казахского гидрогеологического треста;
- 1966—1979 гг. — главный инженер управления, начальник Казахского ПГО;
- 1979—1985 гг. — генеральный директор Казахского ПГО по гидрогеологическим работам;
- 1985—1990 гг. — начальник Алма-Атинской гидрогеологической экспедиции;
- 1990—1999 гг. — заместитель директора Института гидрогеологии и гидрофизики Национальной академии наук Казахстана;
- 1992 г. — член-корреспондент Национальной академии наук Казахстана;
- С 1999 года — заведующий кафедрой данного института[1];
- С 2003 года — академик НАН РК.

## Награды
- Государственная премия СССР (1981) в области техники.
- Орден Ленина.
- Орден Трудового Красного Знамени.
- медаль «За освоение целинных земель».

## Произведения
- Формирование подземных вод Чу — Сарысуйского артезианского бассейна, их ресурсы и перспективы использования, А. 1993;
- Генезис поверхностных и подземных вод северного склона Зайлийского Алатау, А. 1996;
- Подземные воды Казахстана. Ресурсы, использование и проблемы охраны, А. 1999.